# Лимерівна
«Лимерівна» — драма на 5 дій (справ) українського письменника Панаса Мирного, написана у 1883 році спеціально для Марії Заньковецької. Має авторське продовження у вигляді п'єси «У черницях», разом дві п'єси становлять дилогію.

## Сюжет
Дія відбувається в другій половині XVIII століття. Бідна вдова-п'яничка примушує дочку Наталю відмовитися від бідного, але такого коханого Василя і вийти заміж за нелюба Карпа, сина багатої пихатої Шкандибихи. Наталя, яка любить і жаліє свою матір, чинить опір її волі. Хитрістю, брехнею, намовляннями Наталю все ж примушують погодитися на цей шлюб. Згодом вона дізнається, що її ошукано...

### Дійові особи
Лимериха, козача вдова; немолода вже, оже ще брава; на обличчі сліди давньої краси.
Наталя, дочка її, 18 років; дуже вродлива.
Шкандибиха, багата міщанка; суха, згорблена і сердита.
Карпо, син її, 22 років; забитий на голову й боязкий.
Кнур Остап, хрещений батько Наталі, заможний козак, років до 50; низький, натоптуваний. Вигляда трохи злукава.
Оришка, його жінка, років 45, висока суха молодиця. Вигляда якось суворо.
Маруся, дочка їх, років літ, подруга Наталі. Не погана, та й не красива з себе; скидається на матір.
Василь Безродний, годувальник Кнурів. Красивий парубок, 22 років.
Чоловіки, жінки, парубки й дівчата.

## Історія створення та постановки
Образ Василя був розроблений ще у 60-ті роки. Про це свідчить уривок з п’єси про Василя й Марусю, появу якого можна віднести до 1866—1867 рр. Змальований тут образ сироти Василя буде розвинутий пізніше в драмах «Лимерівна» та «У черницях».
У липні 1872 р. Мирний писав Іванові Білику про те, як читав свою історичну драму, створену за сюжетом балади про Лимерівну («Ой пила-пила та Лимериха на меду...»), тобто першу редакцію «Лимерівни». Її він прочитав у гуртку колишньогом члена Кирило-Мефодіївського братства й «освіченого провідця українолюбства» Дмитра Пильчикова.
У 1883 Мирний докорінно редагує свою історичну драму та перетворює її на п'єсу. По-перше, він надає баладі виразного злободенного звучання. Київський цензор згодом наголосить: «Действующие лица по своему характеру, по своимречам не только не отличаются ничем от современных малороссиян, но одно из главных действующих лиц (Василь Безродный) даже высказывает такие отрицательные  воззрения на собственность и на людей зажиточных и богатых, какие исповедываются в настоящее время только людьми, усвоившими социалистические идеи». Окрім того, Мирний прибрав зайвий етнографізм й надав персонажам більшого психологізму.
У листопаді 1883 року роботу над драмою було завершено. Першими читачами п'єси стали Іван Білик, Олександр Кониський, Павло Житецький, Микола Лисенко, Василь Горленко.
Панас Мирний, подарував рукопис п'єси актрисі Марії Заньковецької. Відомо, що вона сприяла тому, щоб твір не піддали цензурі. Над сценічним варіантом працював Михайло Старицький.
24 листопада 1891 року в листі до Марії Заньковецької Панас Мирний писав: «Несказанно дякую Вам, Вельмишановна Марія Костянтинівна, за Ваші звістки про «Лимерівну». Коли її дозволили ставити, то тільки дякуючи Вашим турботам про се. Так як вона не призначалася для кону, то, певно, і Вам, і Миколі Карповичу прийдеться чимало попрацювати, щоб її пригнати до сього. Тільки Ваш талант та Миколи Карповича смак гоноблять у мене надію, що «Лимерівна» піде».

### Прем'єра
Прем'єра відбулася 1891 року в Курську.
Восени 1892 року відбулася прем’єра «Лимерівни» у трупі Садовського в Полтаві. Партнерами Заньковецької у виставі були М. Садовський (Василь), П. Карпенко (Карпо), пізніше до вистави увійшли Г. Затиркевич-Карпинська та Г. Борисоглібська — кожна з актрис в різний час виконувала ролі Лимерихи та Шкандибихи.
Леонід Ушкалов вважає, що після прем'єри вистави Мирний вийшов на сцену на прохання публіки, чим вперше розкрив таємницю власного імені.

### Задум трилогії
Мирний мав намір створити трилогію, другою та третьою частинами якої мали стати «У черницях» та «На Запорожжі». Остання драма так ніколи й не була написана (залишився тільки її пізніший план), а над другою частиною Мирний працював  наприкінці  1883 - на  початку  1884  років.
Сюжет  драми  «У  черницях»  такий.  Після  смерті  Наталі  її  подруга  Маруся, яка  так  само,  як  і  Наталя,  любила  Василя,  зрікається  світу й  стає  черницею.  Одного  разу  до  їхнього  монастиря  привозять  поранених  гайдамаків,  серед  яких  і  Василь. У  душі  Марусі  знову  спалахує  кохання,  і  вона  хоче  разом  з  Василем  тікати на вільне Запоріжжя. Та їхню змову викрито — Маруся гине.
Сюжет  має  глибоке  метафізичне  під-ложжя. І Маруся, і Василь шукають не так власного щастя, як Правди-Христа. Тільки  Маруся  покладається  на  слово, а Василь,  услід  за  апостолом  Яковом,  стверджує,  що  «...віра без діл — мертва!». Зрештою,  письменник  схиляється  до  думки  про  те,  що правда — трансцендентна світові «тут-і-тепер». Як Маруся не змогла знайти її в стінах монастиря, так і Василь не знаходить Правди-Христа  серед  гайдамаків,  які  колись  здавалися  йому  оборонцями  «малосилих  та  неможних  від  дуків  могучих,  відпанства лихого».

## Пізніші постановки

Афіша вистави "Лимерівна" Рівненського академічного українського музично-драматичного театру (2013)

- На сцені столичного театру ім. Івана Франка 1968 року п’єсу поставили режисер-постановник В. Лизогуб, художник Б. Чернишов, композитор Л. Кауфман. Головні ролі виконали: Наталя — Т. Горчинська, В. Плотнікова; Василь — Я. Сиротенко, О. Шаварський; Карпо — В. Горобей; Лимериха — П. Кумаченко; Шкандибиха — А. Максимова; Кнур — О. Омельчук, О. Шутько; Оришка — Г. Сліпенко, Л. Томашевська, Маруся — Н. Лотоцька.
- З 2013 року на сцені Рівненського академічного музично-драматичного театру йде вистава «Лимерівна» у постановці Олександра Олексюка.[6]
- У 2019 році на камерній сцені Національного академічного драматичного театру ім. І. Франка нову постановку «Лимерівни» здійснив Іван Уривський. Українська театральна блогосфера визнала виставу найкращою в 2019 році.[7]

## Екранізації
В. Лапокниш поставив кінокартину «Лимерівна» у 1954 році. Наступного року вона вийшла на екрани.

## Ідейний зміст
В основі сюжету п'єси покладено український фольклор – однойменну народну баладу про Лимерівну. Леонід Ушкалов зазначає, що хоча  Мирний додав у п'єсу психологізму та реалістичноті, прибравши зайвий етнографізм,  загалом твір не  втрачає  ані  своєї  романтичної  піднесеності,  зумовленоїсамим  трагічним  сюжетом  балади  про  Лимерівну,  ані  романтичної  трактовки  головних  героїв  —  Наталі  та  Василя. Наприклад,  у  словах  Наталі:  «...Поки  ще  не  зачався  чоловік, доти він душа без тіла, вільна, носиться в широкім просторісинього  неба...  Нащо  ж  мене  звідти  узяли,  на  землю  звали? Нащо вільну душу закували в тіло?.. Господи! який же немощний та безталанний чоловік на світі!».
«Та й Василь  час  від  часу  постає  як  «театральний коханець з деяким одтінком демонізму». Загалом беручи, сліди творчого навчання в улюблених класиків світової драматургії тут досить помітні. Так, образ Шкандибихи має виразні паралелі до образу Кабанихи з драми Островського «Гроза», а сцена божевілля Наталі, напевно, має за  взірець  відповідну  сцену  з  Офелією  в  шекспірівському«Гамлеті».
Ушкалов вважає, що у «Лимерівні» втілено одну з провідних ідей творів Панаса Мирного - права на бунт екзистенційно скривдженої людини. Письменник пробує трактувати бунт, трагічний результат якого є визначеним наперед, як прояв людської екзистенції.
Як стверджує дослідниця Н. Явтушенко, п'єса Панаса Мирного «Лимерівна» є зразком епічної драми, в якій порушується принцип драматичної єдності: єдності часу, місця й дії.
"Панас Мирний, напевне, хотів показати не одиничність, індивідуальність, а типовість того суспільно-етичного становища, в якому опинилися його герої. Про це свідчить і той факт, що в п'єсі немає жодної вказівки на конкретну назву села, де відбувається дія, чи хоча б приблизного його географічного розташування, художній час, протягом якого відбувається дія у п'єсі, так само не має чіткого визначення. Автор показав загальні, вічні проблеми суспільства, змушуючи читачів і глядачів замислитися над ними.
У витлумаченні Панаса Мирного герої в «Лимерівні» зазнали життєвої поразки не внаслідок втручання зовнішніх сил (соціально-класових, національних, як те ми бачили в «Бондарівні»), а внаслідок внутрішньої недосконалості українського світу. Саме такий конфлікт був типовим для «нової драми», яка ознакою універсалізму наділяла трагедійні сприйняття й переживання дійсності. Трагічне залишало королівський палац, панські будинки й оселялося в селянській хаті. Панас Мирний показав, що подібний розвиток подій не був випадковим. Головні герої «Лимерівни» в тій ситуації, у якій вони опинилися, не мали жодного шансу на щасливу для себе розв'язку".